# Сражение при Сперхее
Сражение при Сперхее (болг. Битка при Сперхеи, греч. Μάχη του Σπερχειού) — одно из сражений, произошедшее в 997 году во время болгаро-византийской войны между болгарской армией во главе с царем Самуилом и византийской армией Никифора Урана на берегах реки Сперхиос близ города Ламия в центральной Греции.

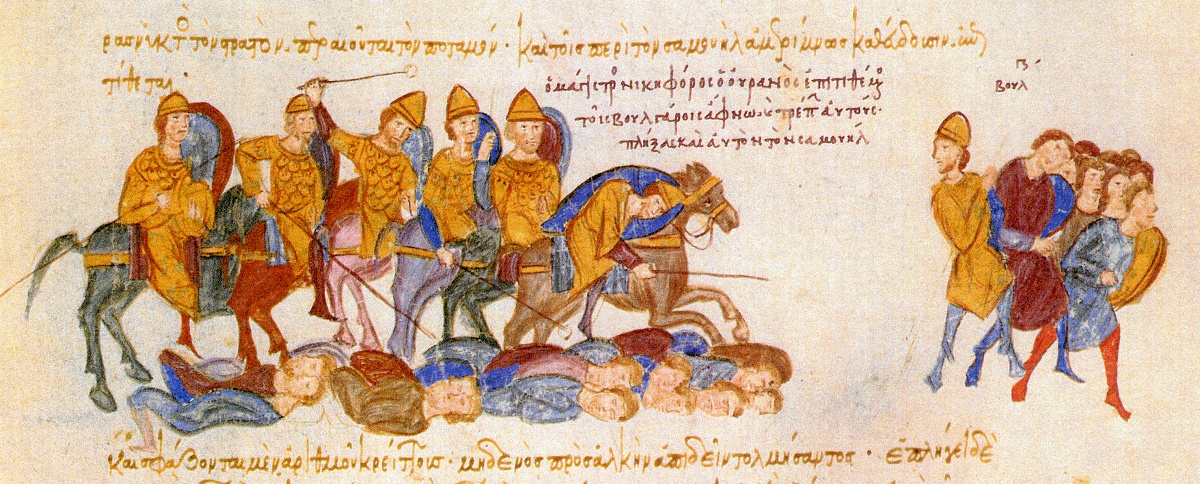
Победа византийцев при Сперхее. Миниатюра из «Обозрения истории» И. Скилицы

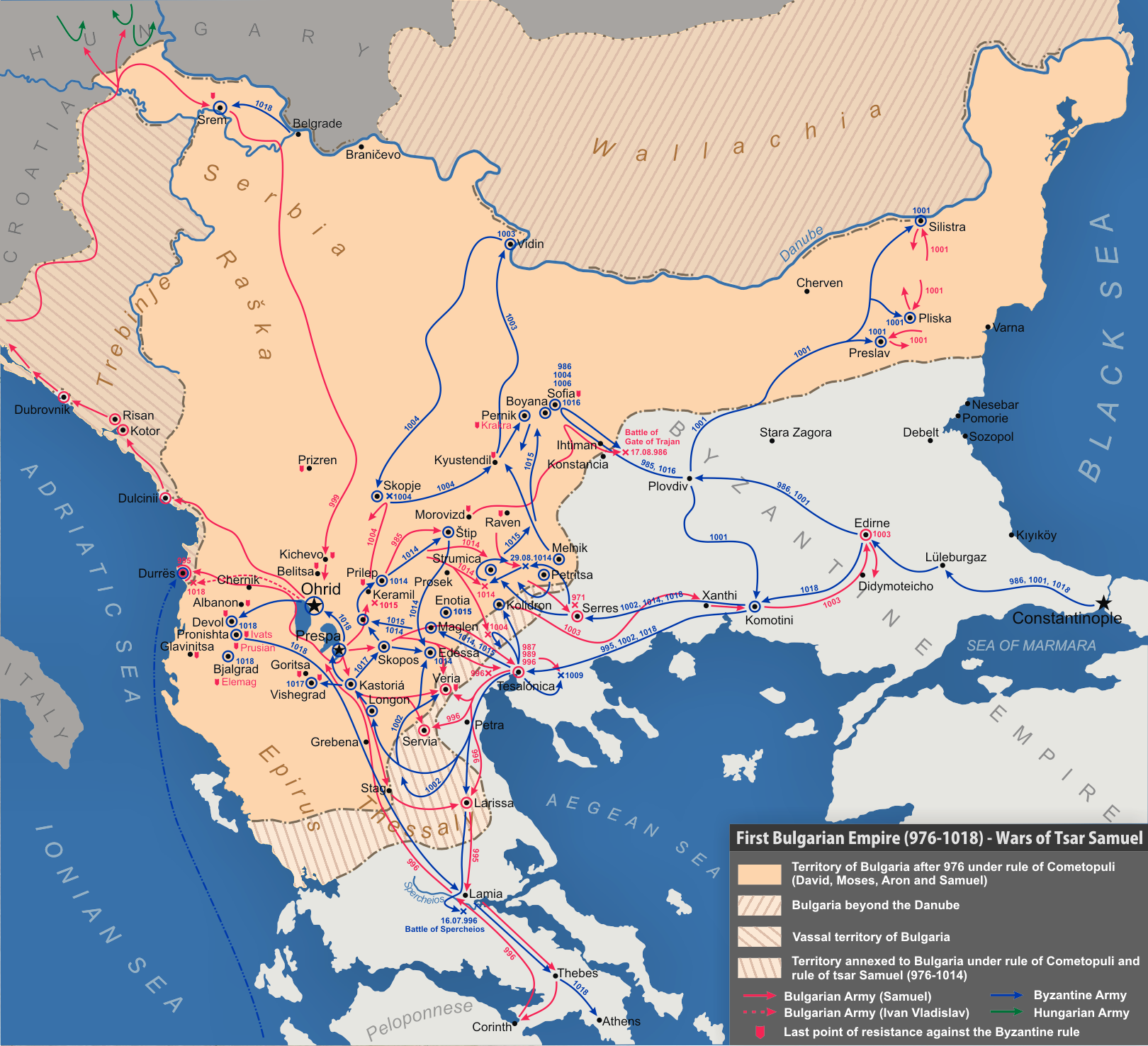
Болгария в правление царя Самуила

## Ход сражения
Воспользовавшись отвлечением императора Василия II на войну с арабами, Самуил, фактический правитель Болгарии в отсутствие пленённого царя Романа, разбил в 995 году византийские войска в битве при Фессалониках и двинулся на юг, угрожая Лариссе и Коринфу. Полководец Никифор Уран, назначенный Василием II командующим над всеми балканскими и греческими территориями Византийской империи, двинулся на юг вслед за болгарской армией. Сражение произошло после того как болгары, возвращавшиеся из набега, прошли через Фермопильский проход на реке Сперхиос.
После обильных дождей река разлилась и затопила большую территорию на обоих берегах. Болгары разбили лагерь на южном берегу, а византийцы на северном, отделенные друг от друга рекой. Две армии оставались в таком лагере в течение нескольких дней. Самуил был уверен, что византийцы не смогут переправиться, и пренебрег мерами по защите своего лагеря. Однако Уран искал и нашел брод, провел свою армию ночью и напал на болгар на рассвете. Болгары не смогли оказать серьёзного сопротивления, и большая часть их армии была уничтожена и захвачена в плен.
Сам Самуил был ранен. Он и его сын Гавриил Радомир избежали плена, притворившись мертвыми среди тел своих убитых солдат. После наступления темноты они в горах Пинд собрали остатки своей армии и вернулись в Болгарию.

## Результаты
Никифор Уран вернулся в Константинополь с тысячей голов болгарских солдат и двенадцатью тысячами пленников. Победа византийцев фактически уничтожила болгарскую армию и положила конец ее набегам на южные Балканы и в Грецию.
Основным историческим источником о битве является «Обозрение истории» (Σύνοψις Ἱστοριῶν) греческого историка Иоанна Скилицы, содержащий биографию правившего тогда византийского императора Василия II.